# Kannonkoski
Kannonkoski este o comună din Finlanda.